# Elsnerhaus

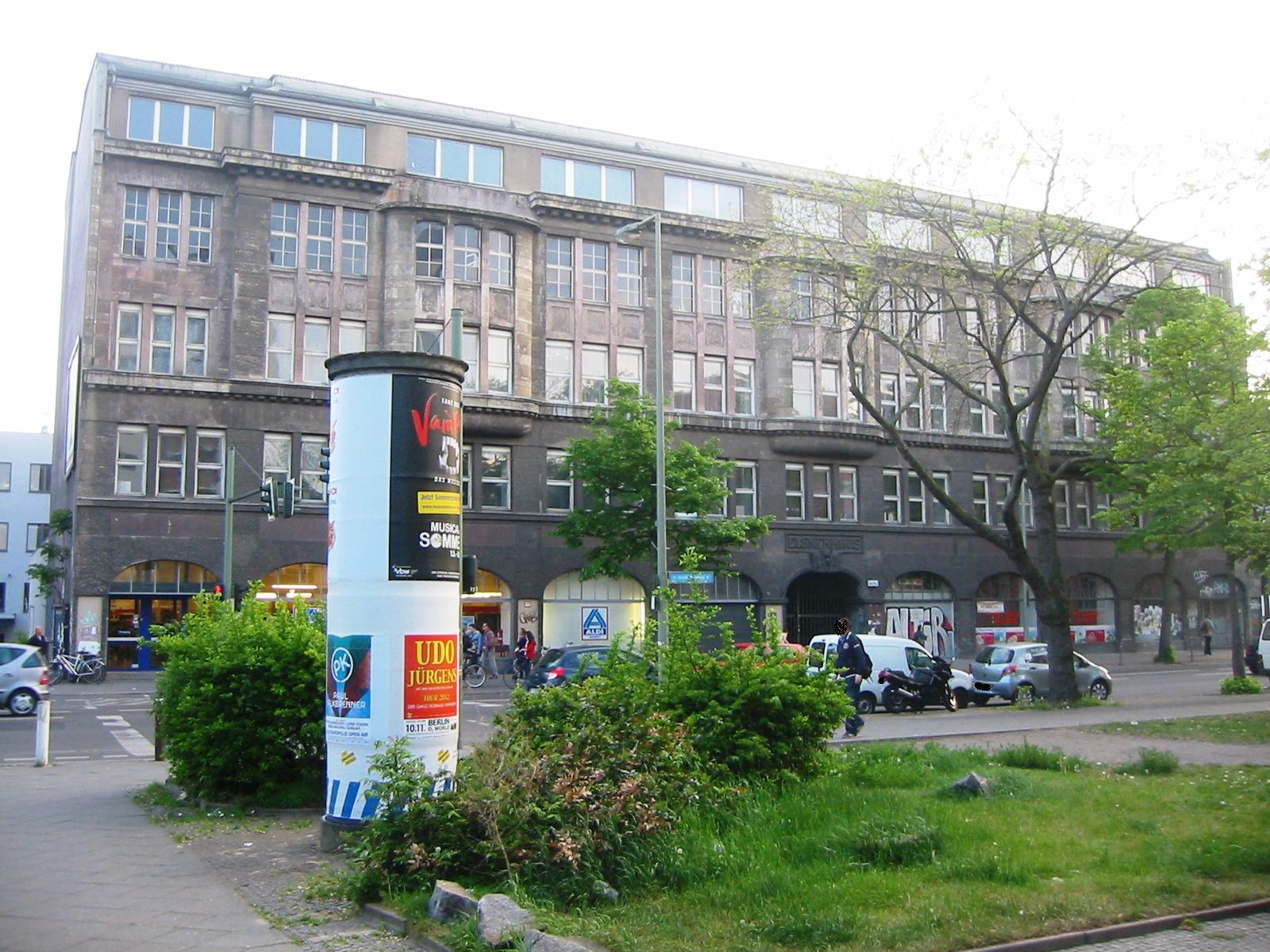
Elsnerhaus

Das Elsnerhaus, auch Elsner-Haus geschrieben, ist ein Büro- und Geschäftshaus in Berlin-Kreuzberg, Oranienstraße 140/141/142, am Rande des historischen Zeitungsviertels von Berlin. Das Gebäude wurde 1912–1914 für die Otto Elsner Buchdruckerei und Verlagsbuchhandlung AG erbaut und steht trotz einiger Veränderungen unter Denkmalschutz.

## Architektur

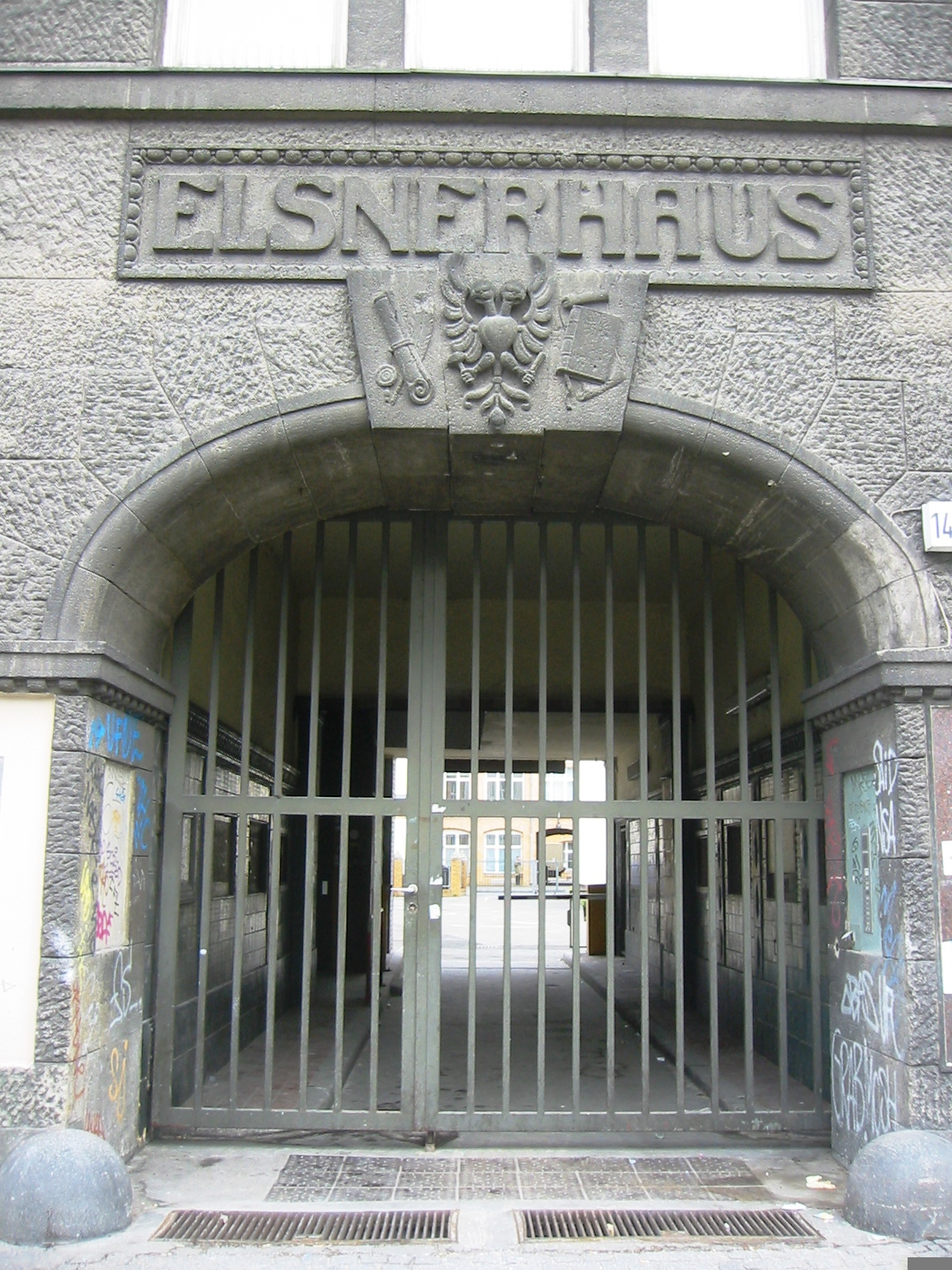
Eingangsportal des Elsnerhauses

Das Gebäude wurde 1912–1914 nach Entwurf des Architekten Paul Karchow im Stil der zeittypischen Reformarchitektur errichtet. Das Gebäude hatte fünf Vollgeschosse und ein ausgebautes Dach, das oberste Vollgeschoss war allerdings zur Straße hin als Mansardgeschoss in das Dach einbezogen, so dass die mit Muschelkalk verkleidete Fassade lediglich als viergeschossig wahrnehmbar war. Sie ist in elf Achsen gegliedert, wobei über den korbbogigen Öffnungen im Erdgeschoss in den Obergeschossen Drillings-Fenster mit waagerechten Stürzen stehen. Im 1. und im 2. Obergeschoss ist die Fassade durch über die ganze Breite durchlaufende Sohlbankgesimse horizontal akzentuiert, wobei das Gesims im 2. Obergeschoss etwas kräftiger ist, zusätzlich durch einen Klötzchenfries betont wird und um die Basis der breiten, abgerundeten Erker in der 3., 6. und 9. Achse verkröpft ist. Durch die Erker wird der obere Teil der Fassade stärker rhythmisch gegliedert. Die 6. Achse ist die Mittel- bzw. Symmetrieachse, in der im Erdgeschoss auch die Durchfahrt zum hinteren Teil des Grundstücks liegt. Über dem Korbbogen der Durchfahrt sitzt ein kräftiger Schlussstein, auf dem ein stilisierter zweiköpfiger Wappenvogel von einer Schriftrolle mit Feder (links) und einem Buch und einem Papierbogen (rechts) als Anspielungen auf den Bauherrn flankiert wird. Darüber ist die Inschrift „Elsnerhaus“ in einem Eierstab-artig profilierten Rahmen zu sehen. Diese Elemente sind die einzigen Überreste des ursprünglich umfangreicheren plastischen Schmucks des Hauses, zu der eine symmetrische Abfolge von vier Skulpturen auf kräftigen Konsolen sowie an hornartig geschwungenen Trägern aufgehängten Bogenlampen in den Zwickelflächen zwischen den Korbbögen gehörten. Außerdem waren die Brüstungsfelder unter den Fenstern des 3. Obergeschosses mit Reliefornamenten verziert.
Im Zweiten Weltkrieg wurde das Gebäude wie die meisten in diesem Quartier stark beschädigt. Bei der Instandsetzung verzichtete man auf einen Wiederaufbau des Dachs, wodurch das frühere Mansardgeschoss zu einem leicht zurückgestaffelten, aber nun deutlich zu sehenden 4. Obergeschoss wurde. Ob man erst bei diesen Baumaßnahmen auch die meisten plastischen Schmuckelemente (bzw. ihre beschädigten Reste) beseitigte, oder ob sie – wie bei vielen anderen Gebäuden – schon vor dem Zweiten Weltkrieg im Zuge einer möglichst kostengünstigen Fassadensanierung oder auch im Sinne einer geschmacklichen Modernisierung entfernt wurden, ist nicht zu belegen.

## Nutzung
Die Aktiengesellschaft Otto Elsner Buchdruckerei und Verlagsbuchhandlung wurde zum 1. Dezember 1912 gegründet – vermutlich in erster Linie, um Kapital für den Bau des Elsnerhauses zu beschaffen. Obwohl die Familie Elsner weiterhin im Druckerei- und Verlagsgewerbe tätig war, wurde die Aktiengesellschaft zum 1. Dezember 1919 zur Elsnerhaus AG umfirmiert, als deren Unternehmenszweck offiziell nur die immobilienwirtschaftliche Nutzung des Elsnerhauses und die Kapitalbeteiligung an anderen Unternehmungen (Holding-Geschäfte) deklariert waren. Den Vorstand bildeten bis in den Zweiten Weltkrieg hinein Mitglieder der Familie Elsner. Das Aktienkapital betrug nominell eine Million Reichsmark, was in etwa dem Wert des Elsnerhauses entsprechen dürfte.
Die Räume im Erdgeschoss des Elsnerhauses waren von Anfang an vermietet, durch eine zeitgenössische Abbildung sind eine Filiale („Depositenkasse“) der Deutsche Bank AG und das Café Eden als Mieter belegt. (vgl. Weblinks)
Nach dem Krieg gab das von Gerhard Elsner geleitete Unternehmen Elsnerdruck das Gebäude auf und errichtete auf dem Grundstück Lützowstraße 107–112 einen Neubau. 2003 wurde es von Bertelsmann übernommen und die Produktion nach Pößneck verlegt.

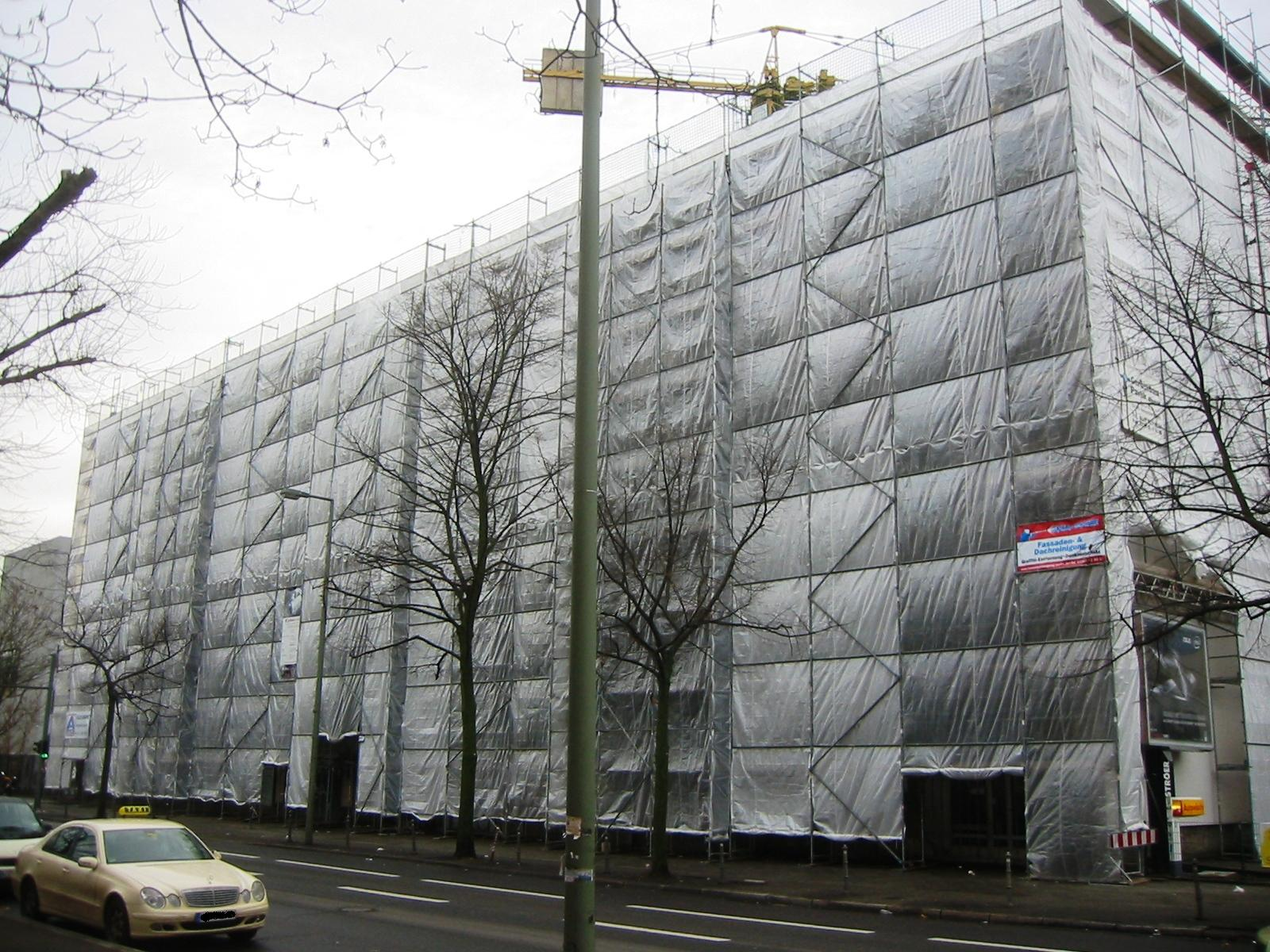
Umbau des Elsnerhauses, Dezember 2012

Im alten Elsnerhaus waren später das Wohnungsamt Kreuzberg, Abteilung Finanzen, sowie die Arbeiterwohlfahrt untergebracht. Im Herbst 2012 begann der Umbau für einen Musikalienhandel nach Plänen des Architekten Andreas Hölzer. Hier soll das größte Musikkaufhaus Europas entstehen.